# ویلیام برادبنت
سِر ویلیام هنری برادبنت، بارونت اول (انگلیسی: Sir William Henry Broadbent, 1st Baronet؛ ‏ ۲۳ ژانویهٔ ۱۸۳۵ – ۱۰ ژوئیهٔ ۱۹۰۷) کاردیولوژیست و متخصص اعصاب اهل پادشاهی متحد بریتانیای کبیر و ایرلند و یکی از صاحبنظران برجسته بریتانیایی در زمینه کاردیولوژی و عصب‌شناسی بود. او همچنین پژوهش‌هایی را در مورد بیماری‌هایی مانند سل و سرطان انجام داد. در سال ۱۸۸۱ او به عنوان رئیس انجمن پزشکی لندن و در سال ۱۸۸۷ رئیس انجمن بالینی لندن انتخاب شد.  برودبنت یک پزشک مخصوص ملکه ویکتوریا و یک از پزشکان تیم درمانی پادشاه ادوارد هفتم و شاهزاده ولز جرج پنجم بود.
وی دانش‌آموختهٔ دانشگاه ویکتوریای منچستر بود و بعدها همکار انجمن سلطنتی شد و در سال ۱۸۹۳ بارونت و سرانجام در سال ۱۹۰۱ نشان سلطنتی ویکتوریایی (شوالیه) شد.